# 牧平町
牧平町（まきひらちょう）は愛知県岡崎市額田地区の町名。丁番を持たない単独町名であり、29の小字が設置されている。

## 地理
岡崎市南東部に位置する。町内は人口が967人で額田地区では樫山町に次いで2番目に多い（樫山町は1798人。3位は夏山町の801人）。河川は北端を流れる男川と、町域中央部を流れる鹿勝川の2つが流れている。住宅地は主に中部、北部に集中し、南部、東部は森林になっている。

### 河川
- 男川
- 鹿勝川

### 字
| - 字荒井野（あらいの） - 字イサイク（いさいく） - 字岩坂（いわさか） - 字岩田（いわた） - 字大崎（おおさき） - 字大野屋敷（おおのやしき） - 字岡作（おかさく） - 字カイバク子（かいばくね） - 字柿木田（かききだ） - 字栗下（くりした） | - 字クレダ（くれだ） - 字黒石（くろいし） - 字ゲンノウ（げんのう） - 字コイサワ（こいさわ） - 字コタラゲ（こたらげ） - 字嶋（しま） - 字下モ上地（しもじょうち） - 字下モ田（しもだ） - 字社口（しゃぐち） | - 字上地（じょうち） - 字大門（だいもん） - 字長ハイ（ちょうはい） - 字殿屋敷（とのやしき） - 字中屋敷（なかやしき） - 字野中（のなか） - 字ハリマ（はりま） - 字平芝（ひらしば） - 字マカゞイツ（まかがいつ） - 字薬師（やくし） |

## 世帯数と人口
2019年（令和元年）5月1日現在の世帯数と人口は以下の通りである。
| 町丁   | 世帯数  | 人口  |
| ------ | ------- | ----- |
| 牧平町 | 346世帯 | 988人 |

### 人口の変遷
国勢調査による人口の推移
| 2010年（平成22年） | 967人 | [ 6 ] |  |
| 2015年（平成27年） | 972人 | [ 7 ] |  |

## 小・中学校の学区
市立小・中学校に通う場合、学区は以下の通りとなる。
| 番・番地等 | 小学校             | 中学校             |
| ---------- | ------------------ | ------------------ |
| 全域       | 岡崎市立豊富小学校 | 岡崎市立額田中学校 |

## 歴史
古くから人が住んでおり、新東名高速道路建設時の2009年に町内から発見された西牧野遺跡は、旧石器時代から江戸時代にかけての複合遺跡である
隣接する細光（旧・細野村、光久村）、鹿勝川村は元々牧平の1郷であった。1601年時の支配は天領。江戸時代初期に先ずは鹿勝川村（1621年）、次いで細野村、光久村（1624年頃）が分村独立した。

### 沿革
- 2006年（平成18年）1月1日 - 岡崎市へ編入し、同市牧平町となる[1]。

### 史跡
- 小金城
- 西牧野遺跡[10]
- 牧平遺跡

## 交通
道路
- 国道473号（樫山街道）
- 愛知県道37号岡崎作手清岳線（宮崎街道）

バス
- 名鉄バス
  - くらがり線

## 施設
- 豊富神社
- 福聚寺
- 額田郵便局
- スタンレー電気 岡崎製作所
- 高木製作所 岡崎工場
- 日本タッパーウェア 岡崎製作所
- 葵商店 本社
- 牧平公園

## その他

### 日本郵便
- 郵便番号 : 444-3432[4]（集配局：額田郵便局[11]）。

## 参考資料
- 「角川日本地名大辞典」編纂委員会 編『角川日本地名大辞典 23 愛知県』角川書店、1989年3月8日。ISBN 4-04-001230-5。
- 有限会社平凡社地方資料センター 編『日本歴史地名体系第23巻 愛知県の地名』平凡社、1981年。ISBN 4-582-49023-9。